# Паула де Одивелаш
Па́ула де Одиве́лаш (порт. Madre Paula de Odivelas, имя при рождении — Па́ула Тере́за да Си́лва-и-Алме́йда, порт. Paula Teresa da Silva e Almeida; 17 июня 1701 — 1768) — португальская монахиня цистерцианской обители Святого Дионисия в городе Одивелаш, наиболее известная из фавориток (с 1719 года) португальского короля Жуана V. Самая продолжительная привязанность монарха, родившая от него сына — Жозе Браганса (1720—1800), ставшего с 1758 года Великим инквизитором Португалии.

## Биография
Родилась в Лиссабоне 17 июня 1701 года, эта дата подтверждается данными метрических книг прихода Святого Юста (порт. Santa Justa), где крестили девочку, в семье буржуа. Её дед по отцу Жуан Паулу Брут — бывший гвардеец императора Карла V немецкого происхождения — поселился в Лиссабоне после окончания службы и занялся ювелирным ремеслом. От брака с Леонор Алмейда (дочерью неаполитанского матроса) родился Адриау Паулу де Алмейда, который продолжил дело отца. У Адриау Паулу и его супруги Жозефы да Силва-и-Соуза было три дочери: Мария Микаэлла, Паула Тереза и Леокадия Фелиция. Согласно записям монастыря Святого Дионисия, старшая сестра Мария Микаэлла стала послушницей 15 августа 1704 года, а уже 4 октября того же года приняла монашеский постриг и оставалась в монастыре до самой своей кончины (4 июля 1768 года), Паула Тереза вскоре последовала примеру старшей сестры, приняв 31 января 1717 года послушничество, а 22 февраля 1718 года — монашеский сан с именем сестры Паулы. Решение посвятить дочерей религиозной жизни, кажется, было принято отцом с самого раннего возраста, так как, несмотря на почётную профессию ювелира, его скудное состояние не позволяло обеспечить им достойное приданое для замужества. Только младшая из сестёр — Леокадия Фелиция, которая также была отдана в монастырь, — сумела покинуть его, благодаря обручению с дворянином Жозе де Гамбоа.

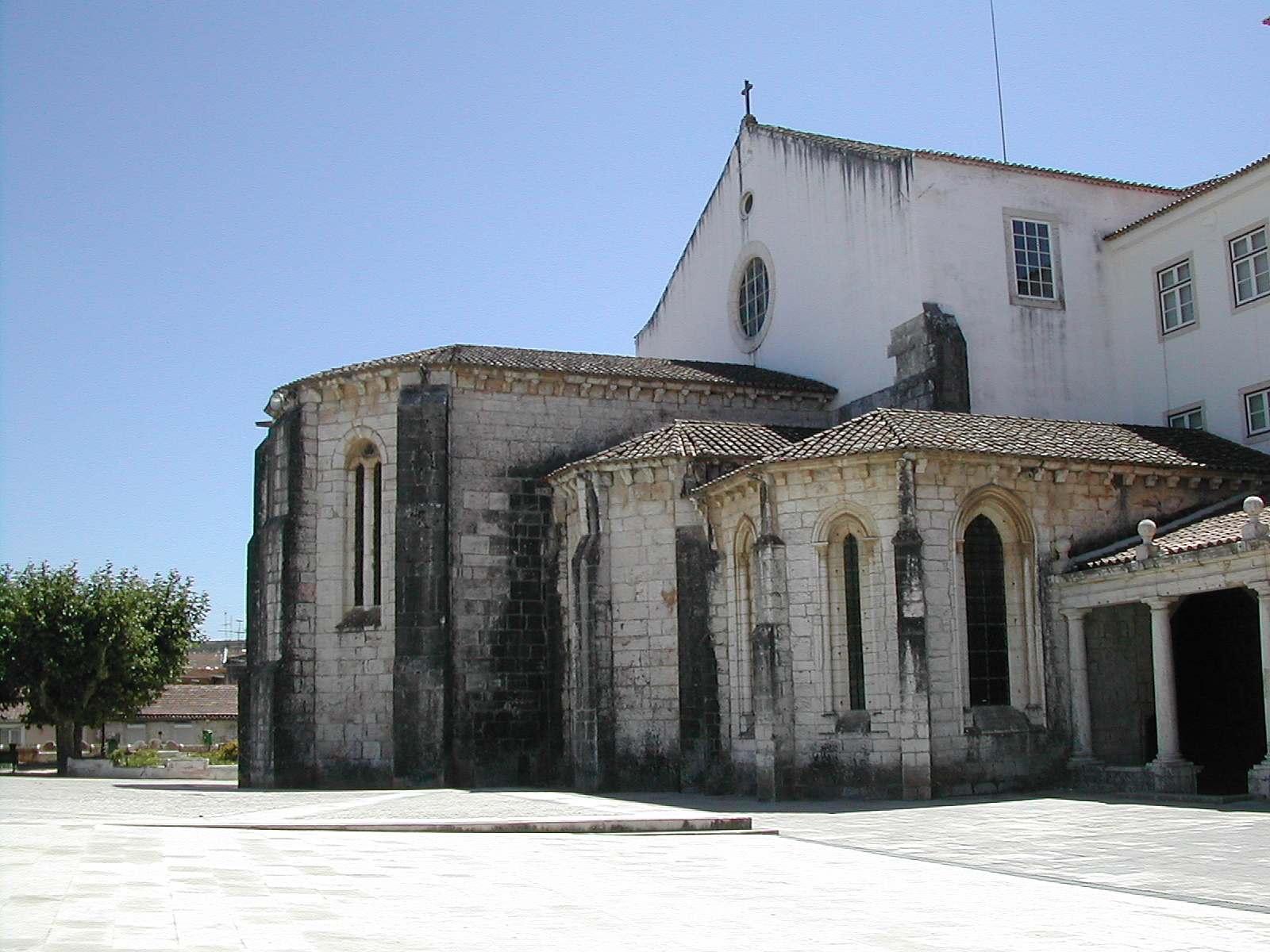
Монастырь Сан-Диниш в Одивелаше

Монастырь Святого Дионисия, основанный королём Динишем I, в котором покоился прах этого знаменитого монарха, был излюбленным местом паломничества португальской титулованной знати, в том числе представителей королевского дома. Благодаря этому юная монахиня имела неоднократную возможность видеть короля. Памятное знакомство короля и Паулы Терезы, ставшее началом дальнейших продолжительных отношений, произошло, по мнению большинства историков, 23 октября 1719 года — в тот день в монастыре был большой праздник, сопровождавшийся проведением корриды, в честь замужества дочери графа Сантьяго. Отношения развивались стремительно, и 8 сентября 1720 года в Лиссабоне сестра Паула разрешилась от бремени королевским отпрыском, получившим имя Жозе (ставшего впоследствии Великим инквизитором Португалии). Нужно отметить, что сестра Паула и ранее не была образцом нравственности и религиозности и к моменту встречи с королём уже была любовницей его дальнего родственника — Франсишку ди Португала (порт.; 1679—1749), 8-го графа ди Вимиозу, 2-го маркиза ди Валенса. Франсишку, решивший похвастать перед монархом красотой своей возлюбленной, представил её королю, после чего был вынужден уступить её своему кузену и сюзерену.
Молодая и красивая монахиня сумела извлечь все возможные выгоды из сложившегося положения: став любовницей короля, она получила должность матери-настоятельницы своего монастыря, а также до самой смерти монарха пользовалась его необыкновенной щедростью по отношению к себе и своей семье.
В 1722 году её отец был произведён в рыцари и получил право на государственную пенсию. Богатство самой матери-настоятельницы вошло в поговорку и вызывало изумление у современников. В 1728 году мать Паула получила право на огромную королевскую пенсию для себя и всех своих наследников в размере 210 мильрейсов (210 000 реалов) ежегодно, а также единовременную выплату в размере 1288 мильрейсов (1 288 000 реалов) для себя и двух своих сестёр. В пределах монастыря для фаворитки по приказу Жуана V был выстроен дом, согласно свидетельству современника: «дом, внутренне убранство которого достойно великолепия золота короля». Это здание, в котором находились комнаты самой настоятельницы и её сестры Марии Микаэллы, получившее в народе название «Башня матери Паулы» (порт. Torre da Madre Paula), поражало посетителей стоимостью обстановки: позолоченные стены и потолки, серебряная ванна, золотые зеркала, кровать чистого золота и т. п. — всё должно было подчеркнуть стоимость королевской привязанности к своей возлюбленной. Башня Паулы была снесена в 1948 году с связи с угрозой обрушения при реконструкции монастыря.
После смерти короля Жуана в 1750 году мать Паула не покидала стен монастыря и вела крайне уединённую жизнь, соблюдая все положенные религиозные обязанности, продолжая, однако жить в роскошных апартаментах, построенных для неё возлюбленным.

## В культуре
- В 2017 году был снят телесериал «Мать Паула»[англ.] (13 серий).

## Комментарии
1. ↑  Дон Франсишку ди Паула ди Португал-и-Каштру был прапрапрапраправнуком[2] Афонсу, 1-го маркиза ди Валенса и 4-го графа ди Орен, — брата 2-го герцога ди Браганса (предка Жуана V). Таким образом, король приходился маркизу восьмиюродным племянником.